# Syncesia subintegra
Syncesia subintegra är en lavart som beskrevs av Sipman. Syncesia subintegra ingår i släktet Syncesia och familjen Roccellaceae.   Inga underarter finns listade i Catalogue of Life.